# Myolepta strigilata
Myolepta strigilata är en tvåvingeart som först beskrevs av Friedrich Hermann Loew 1872.  Myolepta strigilata ingår i släktet parkblomflugor, och familjen blomflugor. Inga underarter finns listade i Catalogue of Life.